# Kuzminki (metropolitana di Mosca)
Kuzminki in russo Кузьминки? è una stazione della Linea Tagansko-Krasnopresnenskaja, la linea 7 della Metropolitana di Mosca. La stazione fu inaugurata il 31 dicembre 1966 come parte del ramo Ždanovskij e prende il nome dal quartiere Kuzminki, nella parte sud-orientale di Mosca, dove è situata.
La stazione presenta due ingressi sotterranei collegati con sottopassaggi a uscite su viale Volgogradskij e accessi alle vie Zelenodolskaja, Marshala Čujkova e Žigulevskaja Fino a Kuzminki, la linea segue viale Volgogradskij verso sud-est. Dopo la stazione, però, la linea svolta perpendicolarmente e si unisce al viale parallelo Rjazanskij, seguendo questa nuova traiettoria. Di conseguenza, la stazione ha un traffico molto elevato di passeggeri, dovuto alla quantità di mezzi di trasporto che giungono a questo importante snodo della capitale russa; quotidianamente, circa 116.000 persone utilizzano la stazione.
In un futuro forse lontano, il tratto tra Rjazanskij Prospekt e Kuzminki potrebbe essere chiuso, e il ramo Taganskij potrebbe continuare lungo viale Volgogradskij verso la città di Ljubercy, prossima a Mosca, e anche fino all'Aeroporto di Mosca-Bykovo.

## Design
La stazione è stata costruita secondo il tipico design degli anni sessanta, con un tema modesto (opera degli architetti L.A. Shagurina e M.N.Korneeva) di pilastri in marmo bianco e crema e mura ricoperte da piastrelle in ceramica rosse, decorate con bassorilievi che contengono immagini di animali della foresta (opera di G.G. Derviz). Il pavimento è ricoperto con granito grigio e rosso.